# 大西玲子
大西 玲子（おおにし れいこ、1982年11月25日 - ）は、日本の女優。千葉県出身。ALBAに所属。
高校卒業後、劇団扉座に2年、その後文学座での三年を経てフリーで活躍
2011年　青☆組に俳優として入団
児童音楽劇から、日本古来の所作や言葉に特化した作品、身体重視のものまで幅広く出演。声優、ナレーター、演劇ワークショップ講師など多岐に渡る活動を展開中。

## 出演作品

### 舞台
- 青☆組
  - 『Butterflies in my stomach』＠アトリエ春風舎
  - 『グランパと赤い塔』＠吉祥寺シアター
  - 『雨と猫といくつかの嘘』＋『青色文庫 -其参、アンコール選集-』＠アトリエ春風舎
  - 『パール食堂のマリア』＠吉祥寺シアター
  - 『海の五線譜』＠宮崎県立芸術劇場 / アトリエ春風舎
  - 『星の結び目』＠吉祥寺シアター
  - 『人魚の夜』＠こまばアゴラ劇場
  - 『マリオン』＠こまばアゴラ劇場
  - 『初雪の味』＠こまばアゴラ劇場
  - 『キツネの嫁入り』＠こまばアゴラ劇場
  - 『パール食堂のマリア』＠三鷹　星のホール
  - 『忘却曲線』＠アトリエ春風舎
  - 『恋女房達』＠アトリエ春風舎
  - 『星降る教室』＠アトリエ春風舎[2]

　　作・演出：吉田小夏
- 劇団こふく劇場

　　・『昏睡』＠いわきアリオス 小劇場/ 三股町立文化会館/ 三重県文化会館
- てがみ座
  - 『線のほとりに舞う花を』＠王子小劇場

　　作・長田育恵　演出・前嶋のの
- FUKAIPRODUCE羽衣 - ウェイバックマシン（2004年4月6日アーカイブ分）
  - 『サロメvsヨカナーン』＠東京芸術劇場シアターイースト
  - 『あのひとたちのリサイタル』＠シアタートラム

　　作・演出：糸井幸之介
- ブルドッキングヘッドロック
  - 2008年度サンモールスタジオ最優秀団体賞受賞記念公演

　ブルドッキングヘッドロック10周年記念公演第1弾
　ブルドッキングヘッドロックvol.18女々しくてシリーズ
　『黒いインクの輝き』＠サンモールスタジオ
　　作・演出：喜安浩平
- 冨士山アネット
  - 『不憫』＠ザ・スズナリ

　　作:演出:振付　長谷川寧
- 思考動物　こどもと演劇　音楽劇
  - 『ルルコのおはなし』＠RAFT

　　作・演出：前島のの
- ７２６
  - 『こころ』＠下北沢OFFOFFシアター

　　作：吉田小夏（青☆組）　演出：北澤秀人
- 文学座＋青年団自主企画交流シリーズ
  - 『その行間まで、100km〜東京T区母子餓死日記を読む〜』
  - HP　作・演出：斉藤祐一（文学座）
- ふぁんふぁんふぁんプロデュース
  - 『杜子春』築地本願寺・静岡・千葉・牛込柳町経王寺等で公演中
  - 『はじめに言葉があった』＜楽屋・蛇よ！＞
- で・え・く　構成・演出：早坂直家（文学座）
  - 『女だけが忠臣蔵』
  - 『寿限無』
  - 『子別れ』
  - 『桃太郎』
  - 『舟徳』

　　2009.10in U.K.
- Pal’s Sharerプロデュース　『にねんいちくみ保護者会』　作・演出：関根信一（劇団フライングステージ）
- 現代制作舎プロデュース
  - 『カメラ・オブ・スキュラー盲人書簡』作：寺山修司　演出：高橋征男　（少女・マサ子役）
  - 『ジョン・シルバー』作：唐十郎　演出：高橋征男　（双子の妹役）
  - 『スパイものがたり』作：別役実　演出：高橋征男
  - 『アメイジング・グレイス〜O.ヘンリ短編集〜』

　　　　　　　舞台上で素晴らしいクレヨン画を描いていた。
- コモンセンスカンパニー
  - 『ら抜きの殺意』　作：永井愛　演出：古谷修　　
  - 河の向こうで人が呼ぶ』　作：山田太一　演出：古谷修

劇団扉座
- 『アゲイン』
- 『ハムレット』
- 『LOVE LOVE LOVE 5』
- 『LOVE LOVE LOVE 6』
- 『そらにさからふもの』

文学座研究所
- 43期本科卒業公演『さよならだけが人生か』作：平田オリザ　演出：坂口芳貞　（井出牧子・白石桂子役）
- 『傘とサンダル』作：岩松了　演出：坂口芳貞　（山本陽子役）
- 『三人姉妹』作：A.チェーホフ　演出：高瀬久男　（マーシャ・アンフィーサ役）
- 『なぜか青春時代』作：清水邦夫　演出：小林勝也　（桂役）
- 『20世紀少年少女唱歌集』作：鄭義信　演出：松本祐子　（春江・カメ役）
- 『家を出た』作：鈴江敏郎　演出：鵜沢秀行　（宝島春役）
- 43期研修科卒業公演『アイスクリームマン』作：岩松了　演出：坂口芳貞　（林田役）

### 映画
- 『ハウルの動く城』宮崎駿監督作品